# Березівка (Гайсинський район)
Березі́вка — село в Україні, у Джулинській сільській громаді Гайсинського району Вінницької області. Населення становить 569 осіб.

## Історія
7 (20) листопада 1917 року, відповідно до Третього Універсалу Української Центральної Ради, увійшло до складу Української Народної Республіки.
Під час другого голодомору у 1932–1933 роках, проведеного радянською владою, загинуло близько 100 осіб.
12 червня 2020 року, відповідно розпорядження Кабінету Міністрів України № 707-р «Про визначення адміністративних центрів та затвердження територій територіальних громад Вінницької області», село увійшло до складу Джулинської сільської громади.
19 липня 2020 року, в результаті адміністративно-територіальної реформи і ліквідації Бершадського району, село увійшло до складу Гайсинського району.

## Відомі люди
- Гриневецький Володимир Трифонович (*1932) — український фізико-географ, ландшафтознавець, старший науковий співробітник Київського національного університету імені Тараса Шевченка.
- Чернега Микола Якимович (1923—2012) — український астроном, спеціаліст з зоряних каталогів, завідувач відділу астрометрії Астрономічної обсерваторії Київського університету, лауреат Премії НАНУ імені М. П. Барабашова.